# 3484 Нойгебауер
3484 Нойгебауер (3484 Neugebauer) — астероїд головного поясу, відкритий 10 липня 1978 року.
Тіссеранів параметр щодо Юпітера — 3,347.